# Катран
Катранът е тъмнокафява вискозна течност, смес от различни въглеводороди и въглерод, получена основно по метода на сухата дестилация на твърди горива: каменни и дървени въглища, дървесина, торф и други. Методът за получаване е открит от немския учен Карл фон Рейхенбах. Производството и търговията на боров катран исторически има голям принос в икономиките на Северна Европа и Колониална Америка. Основното му приложение е за запазване на дървени плавателни съдове от гниене. Най-голям потребител са били ВМС на Великобритания. Търсенето на катрана търпи упадък с въвеждането на железни и стоманени кораби.

## Дървесен катран
В Северна Европа думата „катран“ обикновено се отнася за материал, добиван от дървесината и корените на бор. През по-ранните времена често е използван като водонепропускливо покритие за лодки, кораби и покриви. Все още се използва като хранителна добавка за бонбони, алкохол и други храни. Произвеждането на катран от дърво е познато още от Древна Гърция и вероятно се използва в Скандинавия още от желязната епоха. В продължение на векове катранът е сред най-изнасяните стоки на Швеция. Страната изнася 13 000 барела катран през 1615 г. и 227 000 барела през 1863 г. Производството почти спира към началото на XX век, когато други химикали заместват катрана, а дървените кораби са заменени със стоманени. Традиционните дървени лодки все още понякога се покриват с катран.
Нагряването (суха дестилация) на боровото дърво карат катрана и смолата да се оттекат от него. Брезова кора се използва за направата на особено фин катран, подходящ за защита на кожи. Страничните продукти на дървесния катран са терпентин и въглен. Когато листопадните дървета са подложени на „разграждаща“ дестилация (пиролиза), страничните продукти са метанол и въглен.
Катранените пещи (на шведски: tjärdal; на датски: tjæremile; на норвежки: tjæremile; на фински: tervahauta) са сухи дестилационни пещи, използвани в Скандинавия за направата на катран от дървесина. Строени са близо до гори от варовик или от по-примитивни дупки в земята. Долният край е наклонен към изпускателен отвор, през който се излива катранът. Дървото се реже до размери на човешки пръст, натрупва се плътно и накрая се покрива с плътна почва и мъх. Ако навлезе кислород, дървото може да се подпали и продукцията да се развали. Върху това се нарежда и запалва огън. След няколко часа катранът започва да се излива в продължение на няколко дни.

### Употреба
Катранът е използван като покритие за покривни греди и за запечатване на корпусите на кораби и лодки в продължение на хилядолетие, но в днешно време синтетични продукти са изместили катрана за тази цел. Дървесният катран все още се използва за запечатване на традиционни дървени лодки и при покривите на исторически църкви с греди, както и за боядисване на външните стени на сгради с дървени трупи. Катранът е и дезинфектант. Боровото катраново масло е чист естествен продукт, който се използва в медицината, за сапуни и в каучуковата промишленост. Боровият катран има добро проникване върху грубо дърво. Във Финландия преди време се е считало, че дървесният катран е панацея. Финландска поговорка твърди, че „ако сауна, водка и катран не помагат, болестта е фатална“. Дървесният катран се използва в традиционната финландска медицина заради дезинфекциращите му свойства.
Дървесният катран също може да се намери разтворен под формата на катранена вода, която има няколко приложения като:
- добавка за бонбони и алкохол;
- подправка за месо;
- аромат за сауни (катранената вода се смесва с обикновената вода, която се превръща в пара в сауната);
- против пърхот в шампоаните
- съставка в козметиката

При смесването на катран с лак от ленено семе се получава катранена боя. Тази боя има полупрозрачен оттенък и може да се използва за насищане и защита на дърво.

## Въглищен катран
В английския, немския и френския език „катран“ обикновено обозначава вещество, добивано от въглища. Катранът, добиван от въглища или петрол, се счита за отровен и канцерогенен, поради високото си съдържание на бензен, въпреки че малки количества въглищен катран се използват за локално лечение. Този вид катран има остра миризма.